# Рундберг, Клас
Клас Юхан Рундберг (швед. Klas Johan Rundberg; 14 ноября 1874, Мальмбек — 27 мая 1958, Себю) — шведский стрелок, призёр летних Олимпийских игр.
На летних Олимпийских играх 1908 в Лондоне Рундберг соревновался в командных соревнованиях по стрельбе из винтовки на 300 метров и из армейской, в которых стал 2-м и 5-м соответственно.